# 710 (číslo)
Sedm set deset je přirozené číslo. Následuje po čísle sedm set devět a předchází číslu sedm set jedenáct. Římskými číslicemi se zapisuje DCCX a řeckými číslicemi ψι.

## Matematika
710 je:
- Deficientní číslo
- Složené číslo
- Nešťastné číslo

## Astronomie
- (710) Gertrud je planetka hlavního pásu, kterou objevil v roce 1911 Johann Palisa

## Roky
- 710
- 710 př. n. l.